# Tom Homer (cầu thủ bóng đá)
Thomas Percy Homer (tháng 4 năm 1886 – ?) là một cầu thủ bóng đá người Anh từng thi đấu ở vị trí tiền đạo. Sinh ra ở Winson Green, Warwickshire, thi đấu cho Soho Caledonians, Erdington, Aston Villa, Stourbridge, Kidderminster Harriers và Manchester United.